# Plus 15

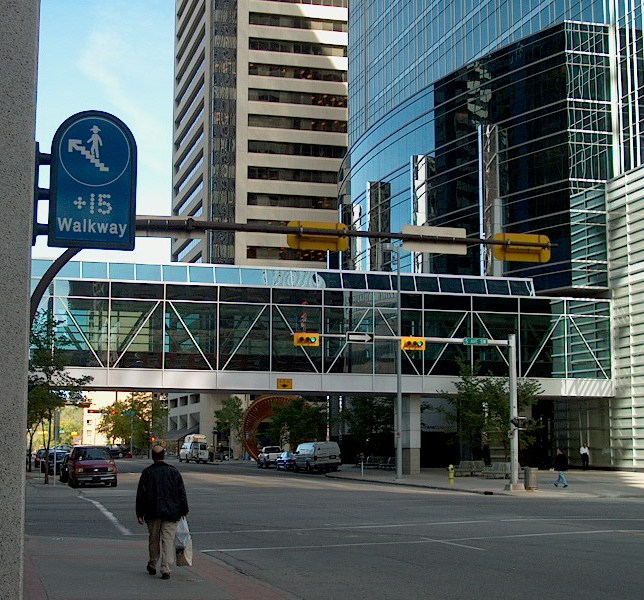
+15 logo en overdekte passage die de TransCanada Toren (oost) en Fifth Avenue Place verbindt.

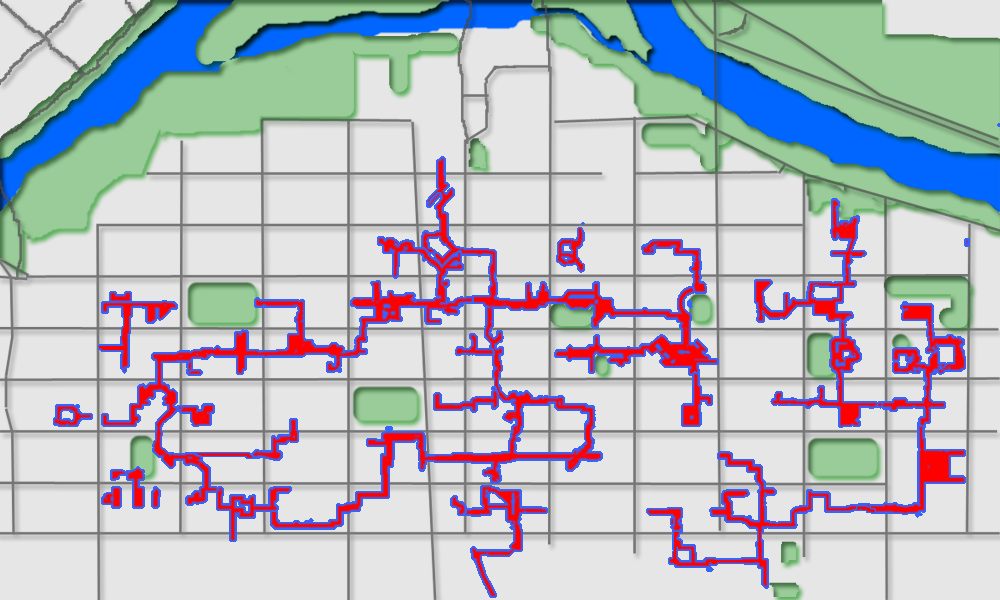
Schema van het +15-netwerk in het centrum van Calgary.

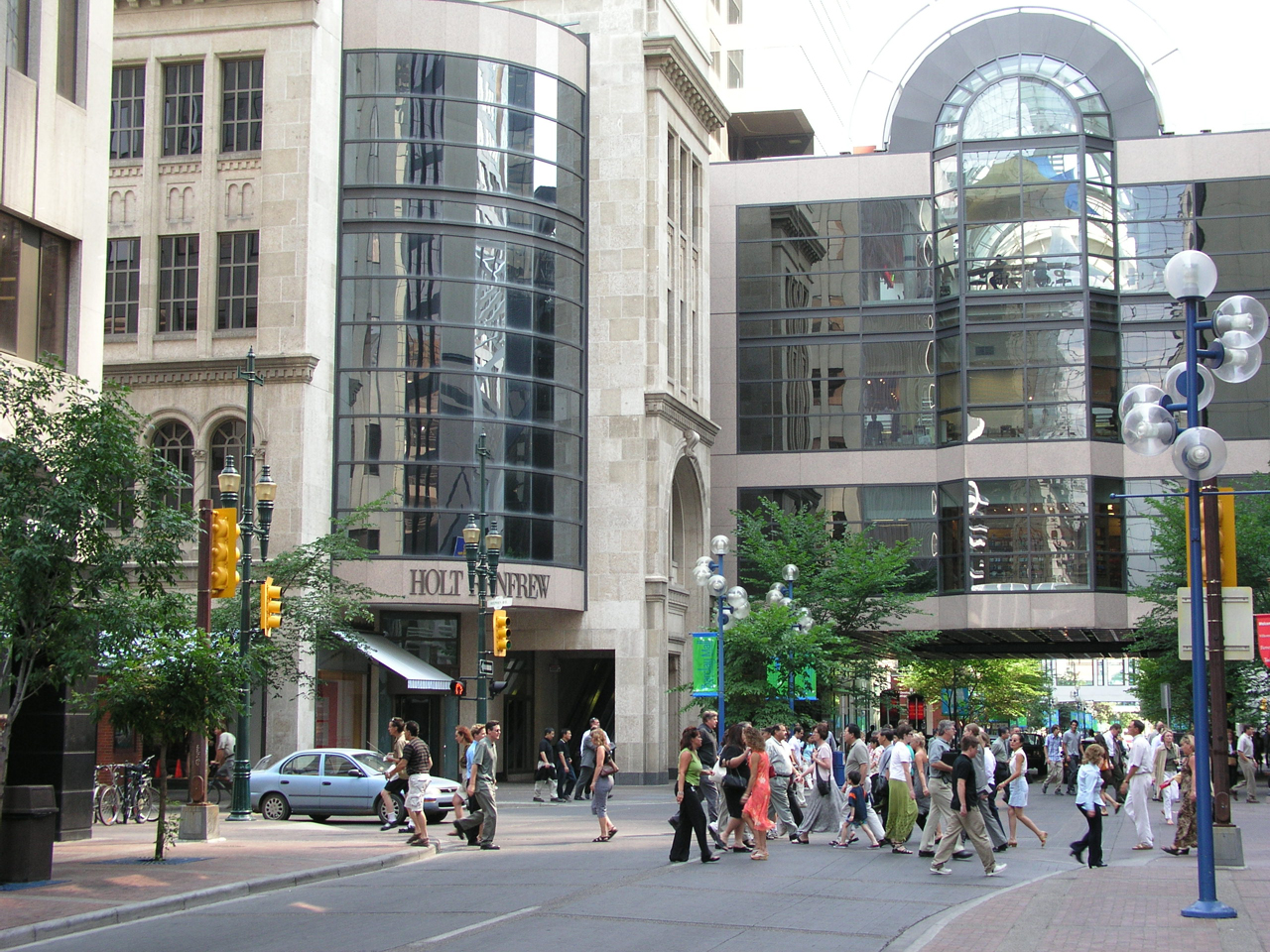
De voormalige skywalk op drie niveaus in winkelcentrum The Core.

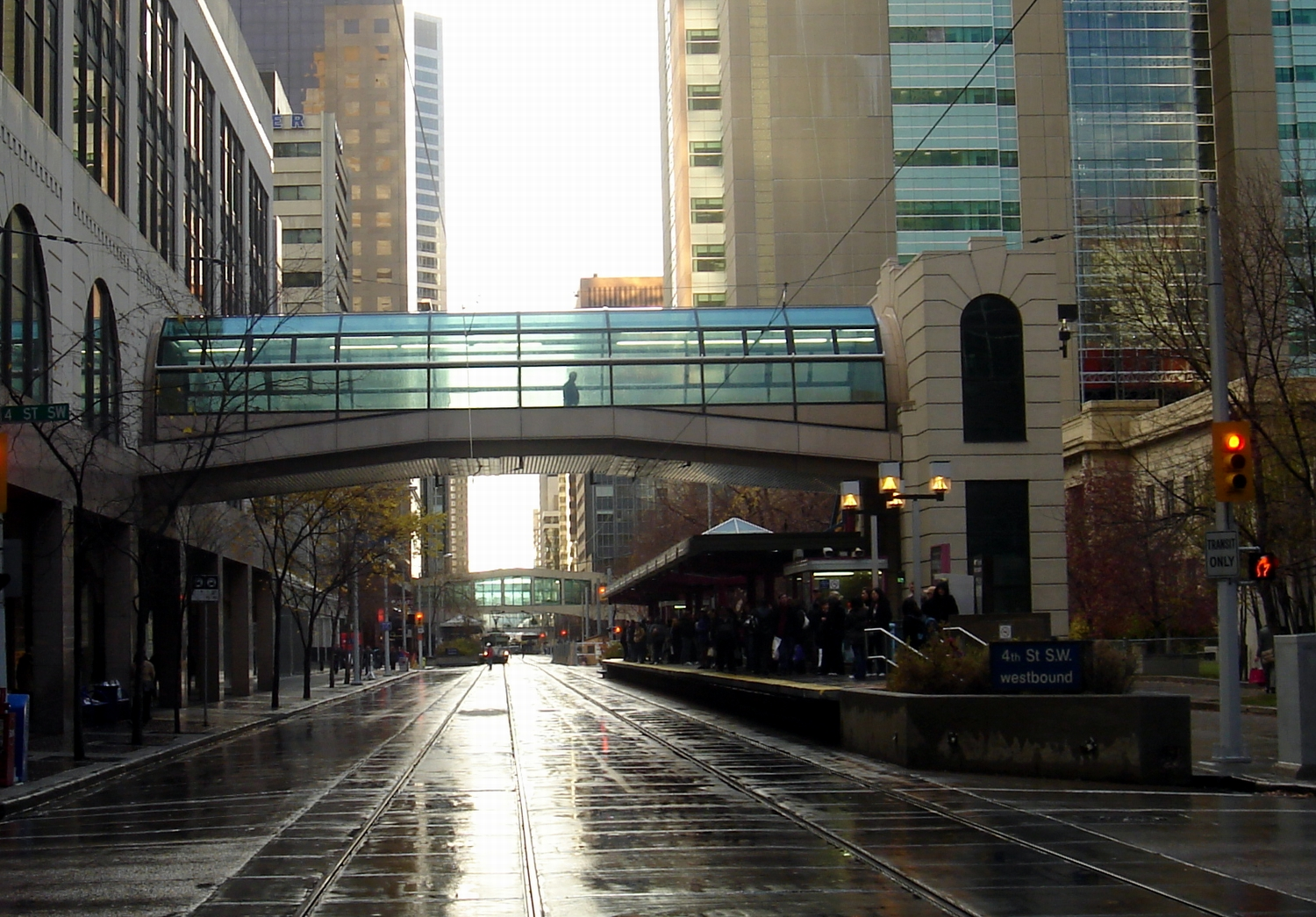
Voormalige voetgangersbrug over de C-Train-sporen, die het Holt Renfrew warenhuis verbond met de 4e Straat in het zuidwesten van het LRT-station, vóór de renovatie.

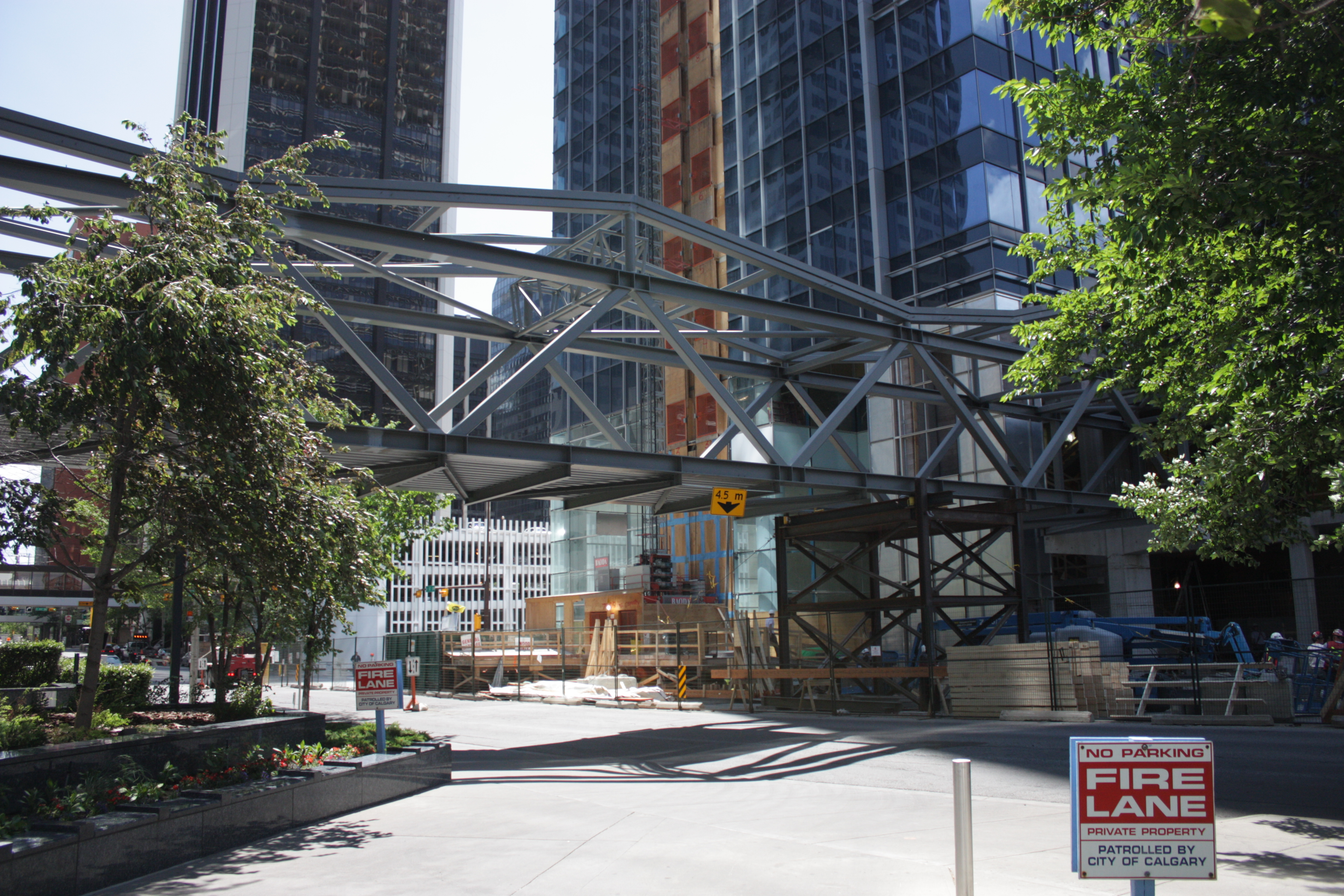
+15 in aanbouw tussen Centennial Place en de Canterra Tower in 2009.

Het Plus 15 of +15 is een luchtbrugnetwerk in de Canadese stad Calgary. Het voetgangersgebied is een van werelds meest uitgebreide verkeersvrije luchtbrugsystemen met een totale lengte van 18 km en 62 bruggen. Het systeem wordt zo genoemd omdat de luchtbruggen zich 15 feet (ongeveer 4,57 m) boven straatniveau bevinden. Sommige Plus 15 luchtbruggen hebben meerdere verdiepingen, met hogere niveaus die worden aangeduid als +30 en +45.

## Geschiedenis
Het systeem is bedacht en ontworpen door architect Harold Hanen, die van 1966 tot 1969 voor de gemeente Calgary werkte bij de dienst Ruimtelijke Ordening. Het netwerk opende in 1970 en groeide uit tot 59 overdekte bruggen die tientallen gebouwen in het centrum van Calgary verbonden. De centrale kern van het systeem is een reeks van overdekte winkelcentra en warenhuizen.
Nieuwe bouwprojecten werden verplicht om een aansluiting te maken op het luchtbrugsysteem; in ruil hiervoor kregen ze meer vloeroppervlak aangeboden. Wanneer de projecten fysiek niet konden aansluiten op nabijgelegen gebouwen, dragen ontwikkelaars bij aan het "Plus 15 Fonds", dat beheerd wordt door de gemeente om te gebruiken voor de financiering van andere ontbrekende verbindingen.

## Impact
Door het succes van het ongelijkvloerse netwerk is het straatleven in het centrum beperkt. In 1998 is de stad het netwerk gaan herbezien ook om te zorgen dat de straat buiten leefbaar blijft.